# Europäische Bankenaufsichtsbehörde
Die Europäische Bankenaufsichtsbehörde (EBA, englisch European Banking Authority) ist eine sonstige Stelle der Europäischen Union mit Sitz in Paris, die auf der Grundlage der Verordnung (EU) Nr. 1093/2010 vom 24. November 2010 errichtet wurde, deren Aufgabe die Finanzmarktaufsicht ist und die zum 1. Januar 2011 aus dem Ausschuss der Europäischen Aufsichtsbehörden für das Bankwesen (CEBS, englisch Committee of European Banking Supervisors) hervorging. Sie ist Bestandteil des Europäischen Finanzaufsichtssystems (ESFS, englisch European System of Financial Supervision). Vorsitzender ist der Spanier José Manuel Campa, als Exekutivdirektor fungiert Ádám Farkas aus Ungarn.
Gegründet wurde die EBA in London, wo sie anfangs ihren Sitz hatte. Bedingt durch den bevorstehenden Brexit wurde eine Verlagerung des Sitzes notwendig; am 20. November 2017 fiel die Entscheidung auf Paris. Am 30. Mai 2019 wurde der bisherige Sitz in London geschlossen und am 3. Juni 2019 der neue Sitz in Paris eröffnet. In Paris sitzt die EBA im Tour Europlaza in der Bürostadt La Défense.

## Aufgaben
Eine zentrale Aufgabe der EBA soll es sein, europäische Aufsichtsstandards zu entwickeln, welche dann den Rahmen für die weiterhin primär zuständigen nationalen Aufsichtsbehörden bilden sollen. Direkte Eingriffsrechte der EBA bestehen nur in zwei Fällen: Erstens, wenn sich mehrere nationale Aufsichtsbehörden nicht über die Art und Weise der Finanzmarktregulierung einigen können. Zweitens hat die EBA ein Durchgriffsrecht für den Fall, dass eine nationale Behörde gegen geltendes europäisches Recht verstößt.
EBA-Beschlüsse dürfen „keine direkte Auswirkung auf die finanziellen Verantwortlichkeiten von Mitgliedstaaten“ haben.

## Aufbau
Die EBA verfügt über einen Verwaltungsrat sowie einen Aufsichtsrat. Der Aufsichtsrat ist das Leitungsorgan und beruft für einen Zeitraum von jeweils fünf Jahren einen hauptamtlichen Vorsitzenden der EBA sowie einen Exekutivdirektor. Der Verwaltungsrat fungiert als Kontrollorgan.
In der Anfangsphase bestand das Personal der EBA aus rund 40 Mitarbeitern und wurde in einem Zeitraum von drei Jahren auf 90 ausgebaut. Mittlerweile sind 170 Mitarbeiter beschäftigt.

### EBA-Aufsichtsrat
Der Aufsichtsrat ist das Leitungsorgan der EBA. Er fasst die oben aufgeführten Beschlüsse und ist politisch unabhängig. Seine Beschlüsse werden – je nach Themengebiet – entweder mit einfacher oder qualifizierter Mehrheit gefasst. Der Aufsichtsrat setzt sich zusammen aus:
- dem nicht stimmberechtigten Vorsitzenden,
- den Leitern der für die Beaufsichtigung von Kreditinstituten zuständigen nationalen Behörden der einzelnen Mitgliedstaaten, die mindestens zweimal im Jahr persönlich zusammentreten,
- einem nicht stimmberechtigten Vertreter der Europäischen Kommission,
- einem nicht stimmberechtigten Vertreter der Europäischen Zentralbank,
- einem nicht stimmberechtigten Vertreter des Europäischen Ausschusses für Systemrisiken,
- einem nicht stimmberechtigten Vertreter der Europäischen Aufsichtsbehörde für das Versicherungswesen und die betriebliche Altersversorgung,
- einem nicht stimmberechtigten Vertreter der Europäischen Wertpapieraufsichtsbehörde.[6]

### EBA-Verwaltungsrat
Der Verwaltungsrat setzt sich zusammen aus:
- dem Vorsitzenden,
- sechs weiteren von den stimmberechtigten Mitgliedern des Aufsichtsrates gewählten Mitgliedern,
- dem nicht stimmberechtigten Exekutivdirektor,
- einem nur in wenigen Punkten stimmberechtigten Vertreter der Europäischen Kommission.

Die Beschlüsse des Verwaltungsrats werden mit einfacher Mehrheit der anwesenden Mitglieder gefasst. Jedes Mitglied hat eine Stimme. Der Verwaltungsrat übernimmt, anders als es der Name vermuten lässt, eher die Aufgabe eines Aufsichtsrats; er übt das Haushaltsrecht über die Behörde aus und hat gegenüber dem Aufsichtsrat ein Vorschlagsrecht für Jahres- und Mehrjahrespläne.

### Vorsitzender
Der Vorsitzende der EBA wird vom Aufsichtsrat für einen Zeitraum von fünf Jahren (bei einmaliger Wiederwahlmöglichkeit) ernannt. Er leitet Aufsichts- und Verwaltungsrat und kann nur dann von seinem Posten enthoben werden, wenn das Europäische Parlament einem diesbezüglichen Antrag des Aufsichtsrats zustimmt.
2019 wurde José Manuel Campa Vorsitzender. Im Juli 2023 löste Helmut Ettl Jo Swyngedouw als stellvertretenden Vorsitzenden ab.

### Exekutivdirektor
Die Leitung des Tagesgeschäfts übernimmt ein Exekutivdirektor, der vom Aufsichtsrat ernannt und vom Europäischen Parlament bestätigt werden muss. Auch seine Amtszeit beträgt (bei einmaliger Wiederwahlmöglichkeit) fünf Jahre. Adam Farkas ist der aktuelle Exekutivdirektor der EBA.

## Kritik am EBA-Beratungsgremium
Im September 2011 beschwerte sich UNI-Europa, der Dachverband europäischer Dienstleistungs-Gewerkschaften bei der EU-Ombudsfrau und kritisierte die Überrepräsentierung des Bankensektors der „alten“ EU-Mitgliedstaaten, eine Überrepräsentierung von Verbraucherorganisationen aus den „neuen“ EU-Mitgliedstaaten und eine Überrepräsentierung von britischen Staatsangehörigen beim Beratungsgremium „Interessengruppe Bankensektor“ der Bankenaufsichtsbehörde. Am 12. November 2013 kritisierte die Europäische Bürgerbeauftragte, Emily O’Reilly, erneut die Herangehensweise bei der Auswahl der Mitglieder des neu zusammengesetzten Beratungsgremiums. Bereits 2011 identifizierte die EU-Ombudsfrau verschiedene Mängel bei der Auswahl der Vertreter der Aufsichtsbehörde, besonders auch die fehlende geographische Ausgewogenheit.

## Hintergründe und Geschichte
Infolge des Brexit kündigte EBA-Chef Andrea Enria an, dass die EBA London vermutlich verlassen werde. Am Tag der Mitteilung der britischen Regierung, dass das Vereinigte Königreich die Europäische Union verlassen wolle (29. März 2017), reichte der luxemburgische Premierminister Xavier Bettel die Kandidatur seines Landes für die Sitzverlegung der EBA von London nach Luxemburg ein. Auf Grund der Verknüpfungen zur EZB bewarb sich in Folge auch Frankfurt um den EBA-Sitz. In der entscheidenden Ratssitzung am 20. November 2017 verlor Bonn seine gleichzeitige Bewerbung um die EMA und Frankfurt diejenige um die EBA gegen Paris. Der EBA-Zuspruch verlief ungewöhnlich: Während Frankfurt in der ersten Runde zunächst auf Platz 2 lag, zogen Dublin und Paris in der zweiten Abstimmungsrunde nach vorne, Frankfurt fiel auf nur vier Stimmen zurück. In der dritten, entscheidenden Runde kam es zu einem Patt beider Favoriten von 13 zu 13 Stimmen. Dabei soll der deutsche Staatsminister im Auswärtigen Amt Michael Roth, statt dann weisungsgemäß Dublin zu unterstützen, für Paris gestimmt oder sich enthalten haben. Am Ende entschied das Los.
Im Januar 2020 wechselte Exekutivdirektor Ádám Farkas zum Lobbyverband Association for Financial Markets in Europe (AFME). Die EU-Bürgerbeauftragte Emily O’Reilly stellte bei der EBA daraufhin „Missstände der Verwaltungstätigkeit“ fest. EBA-Chef José Manuel Campa räumte ein, keine Handhabe zur Überprüfung von Auflagen gegenüber Farkas zu haben.